# Меегомяе
Меегомяе (ест. Meegomäe), також Меегумяе (ест. Meegumäe) — село в Естонії, входить до складу волості Виру, повіту Вирумаа.